# Ілай Стоун
Ілай Стоун (англ. Eli Stone) — американський телевізійний серіал, прем'єра якого відбулася 31 січня 2008 року на каналі ABC. До 2009 року вийшло 2 сезони телесеріалу по 13 серій.

## Сюжет
Головний герой Ілай Стоун — процвітаючий адвокат-геній. Він працює в одній з провідних юридичних компаній Сан-Франциско, живе в пентхаусі центрі міста, їздить на новенькому авто, зустрічається з донькою свого боса Тейлор. Проте одного разу він починає чути музику, а потім в його вітальні з'являється Джордж Майкл, який співає пісню «Faith». Життя Ілая перевертається з ніг на голову, коли йому ставлять діагноз — аневризма мозку. Саме через неї в нього відбуваються галюцинації. Акупунктурист Ілая доктор Чен проливає світло на всі ці бачення. Він вважає, що вони безпосередньо пов'язані з майбутнім і зі справами, які належить вести Ілаю у суді. «Ілай Стоун» належить до серіалів у жанрі «дра-меді». Незважаючи на страшний діагноз, у нього не опускаються руки, він з гумором підходить до всього, навіть до своїх галюцинацій.
Серед відомих запрошених зірок: Джордж Майкл, Сігурні Вівер, Кеті Холмс.

## Головні ролі
- Джонні Лі Міллер — Ілай Стоун
- Наташа Генстридж — Тейлор Ветерсбі
- Віктор Гарбер — Джордан Уетерсбі
- Метт Летчер — Нейтан Стоун
- Лоретта Дівайн — Патті Делакруа
- Джулі Гонсало — Меггі Деккер
- Сем Джагер — Метт Дауд
- Джейсон Вінстон Джордж — Кіт Беннетт
- Джеймс Саїто — лікар Френк Чен